# Basal (filogenética)
Em sistemática filogenética, basal refere-se à direção da base (ou raiz) de uma árvore filogenética enraizada ou de um cladograma. Por exemplo, clado C pode ser descrito como basal dentro de um clado mais abrangente D se sua raiz é diretamente ligada (adjacente) à raiz de D. Se C é um clado basal dentro de D que tem a categoria taxonômica mais baixa de todos os clados basais incluídos em D, C pode ser descrito como o táxon basal daquela categoria incluído em D. Embora deva sempre haver dois ou mais clados igualmente basais divergindo da raiz de todo cladograma, esses clados podem ser marcadamente diferentes em categoria taxonômica ou diversidade de espécies. Maior diversificação pode estar associada com mais novidades evolutivas, mas caracteres ancestrais não devem ser imputados aos membros de um clado menos diverso sem evidência adicional pois não há garantia de que essa suposição seja válida.
Em geral, clado A é mais basal que clado B se B é um subgrupo do grupo-irmão de A. Dentro de grandes grupos, o termo "basal" pode ser usado de forma menos precisa como sinônimo de 'mais próximo da raiz do que a maior parte dos táxons do grupo', e nesse contexto terminologias como "muito basal" podem aparecer. Um core clade é um clado representando todos os clados com exceção do clado basal de categoria mais baixa dentro de um clado maior.

## Exemplos
Um grupo basal forma um grupo-irmão em relação ao resto do clado mais abrangente, como no exemplo abaixo:
|  | Grupo não-basal 1                                                       |
|  |                                                                         |
|  | \| \| Grupo não-basal 2 \| \| \| \| \| \| Grupo não-basal 3 \| \| \| \| |
|  |                                                                         |
|  | Grupo não-basal 2                                                       |
|  |                                                                         |
|  | Grupo não-basal 3                                                       |
|  |                                                                         |

|  | Grupo não-basal 2 |
|  |                   |
|  | Grupo não-basal 3 |
|  |                   |

|  | Grupo não-basal 1                                                       |
|  |                                                                         |
|  | \| \| Grupo não-basal 2 \| \| \| \| \| \| Grupo não-basal 3 \| \| \| \| |
|  |                                                                         |
|  | Grupo não-basal 2                                                       |
|  |                                                                         |
|  | Grupo não-basal 3                                                       |
|  |                                                                         |

|  | Grupo não-basal 2 |
|  |                   |
|  | Grupo não-basal 3 |
|  |                   |

Presume-se nesse exemplo que os ramos terminais do cladograma retratam todos os táxons extantes de uma dada categoria taxonômica dentro do clado; do contrário o diagrama pode ser muito enganoso.
Em filogenia, o termo basal pode ser corretamente aplicado a clados de organismos, mas não a linhagens ou a características individuais possuídas pelos organismos — embora ele possa ser usado de forma errônea dessa forma na literatura técnica. Um grupo basal pode ou não representar uma boa analogia ao último ancestral comum de um clado mais abrangente. Na descrição de caracteres, é preferível usar os termos "ancestral" ou "plesiomórfico" (mas não "basal", ver Críticas) a "primitivo", pois o último pode carregar falsas conotações de inferioridade ou falta de complexidade.
A família de angiospermas Amborellaceae, restrita à Nova Caledônia no sudoeste do Pacífico, é um clado basal de angiospermas extantes, que contém a espécie, gênero, família e ordem mais basais dentro do grupo (de um total de aproximadamente 250.000 espécies de angiospermas). Embora as características de Amborella trichopoda são consideradas importantes fontes de dados para a compreensão da evolução das angiospermas, elas são uma mistura de traços plesiomórficos (arcaicos) e apomórficos (derivados) que só foram distinguidos entre si através da comparação com outras angiospermas e suas posições dentro da árvore filogenética (o registro fóssil poderia potenciamente também ser útil para isso, mas é inexistente nesse caso).

|  | Amborellales                                                                                         |
|  | |
|  | \| \| Monocotiledôneas \| \| \| \| \| \| Magnoliídeas \| \| \| \| \| \| Eudicotiledôneas \| \| \| \| |
|  | |
|  | Monocotiledôneas                                                                                     |
|  | |
|  | Magnoliídeas                                                                                         |
|  | |
|  | Eudicotiledôneas                                                                                     |
|  | |

|  | Monocotiledôneas |
|  |                  |
|  | Magnoliídeas     |
|  |                  |
|  | Eudicotiledôneas |
|  |                  |

Dentro da família de primatas Hominidae, os gorilas são grupo-irmão dos chimpazés, bonobos e humanos. Essas cinco espécies formam um clado, a subfamília Homininae, da qual Gorilla é o gênero basal. Apesar disso, se a análise não for restrita a gênero, o clado Homo + Pan também é basal. Essa ambiguidade semântica é discutida na seção Críticas.
|  | Humanos (Homo sapiens)                                                                       |
|  |                                                                                              |
|  | \| \| Bonobos (Pan paniscus) \| \| \| \| \| \| Chimpanzé comum (Pan troglodytes) \| \| \| \| |
|  |                                                                                              |
|  | Bonobos (Pan paniscus)                                                                       |
|  |                                                                                              |
|  | Chimpanzé comum (Pan troglodytes)                                                            |
|  |                                                                                              |

|  | Bonobos (Pan paniscus)            |
|  |                                   |
|  | Chimpanzé comum (Pan troglodytes) |
|  |                                   |

|  | Gorila-do-oriente (Gorilla beringei)  |
|  |                                       |
|  | Gorila-do-ocidentes (Gorilla gorilla) |
|  |                                       |

Além disso, os orangotangos são um grupo-irmão de Homininae e o gênero basal da família como um todo.
|  | \| \| Humanos (Homo sapiens) \| \| \| \| \| \| Chimpanzés (Pan spp.) \| \| \| \| |
|  |                                                                                  |
|  | Gorilas (Gorilla spp.)                                                           |
|  |                                                                                  |
|  | Humanos (Homo sapiens)                                                           |
|  |                                                                                  |
|  | Chimpanzés (Pan spp.)                                                            |
|  |                                                                                  |

|  | Humanos (Homo sapiens) |
|  |                        |
|  | Chimpanzés (Pan spp.)  |
|  |                        |

|  | \| \| Humanos (Homo sapiens) \| \| \| \| \| \| Chimpanzés (Pan spp.) \| \| \| \| |
|  |                                                                                  |
|  | Gorilas (Gorilla spp.)                                                           |
|  |                                                                                  |
|  | Humanos (Homo sapiens)                                                           |
|  |                                                                                  |
|  | Chimpanzés (Pan spp.)                                                            |
|  |                                                                                  |

|  | Humanos (Homo sapiens) |
|  |                        |
|  | Chimpanzés (Pan spp.)  |
|  |                        |

Ambas as subfamílias Homininae e Ponginae são basal dentro de Hominidae, mas considerando que não é subfamílias não-basais no cladograma é improvável que o termo fosse ser aplicado a elas. Em geral, uma afirmação de que um grupo (ex. orangotangos) é basal, ou diverge primeiro, dentro de outro grupo (ex. Hominidae) pode não fazer sentido a não ser que o nível taxonômico apropriado (no caso, gênero) seja especificado. Se o nível não pode ser especificado, uma descrição mais detalhada dos grupos-irmãos relevantes pode ser necessária.
Neste exemplo, orangotangos diferem dos outros gêneros em sua distribuição eurasiática. Esse fato, além do seu posicionamento basal, fornece uma evidência de que o ancestral comum mais recente dos grandes primatas extantes pode ter tido origem na Eurásia, uma sugestão que é consistente com outras evidências.

## Críticas
Apesar da ubiquidade do termo, alguns sistematas acreditam que sua aplicação para grupos extantes é desnecessária e enganosa.  Isso porque um par de clado-irmãos de uma árvore filogenética têm a mesma posição (em termo de categoria taxonômica mais alta dos respectivos clados) e podem ser "girados" livremente ao redor do seu nó comum. O termo tende a ser aplicado quando um clado (o considerado "basal") é menos diverso do que outro clado (esta sendo uma situação em que se esperaria encontrar um táxon basal de categoria taxonômica mínima mais baixa).
O uso do termo basal pode ser ambíguo no sentido de também se referir à direção da raiz da árvore. Como a raiz representa um ancestral hpotético, isso consequentemente pode carregar conotações errôneas de que o grupo-irmão de um clado mais rico em espécie apresenta características ancestrais.

## Relevância para a história biogeográfica

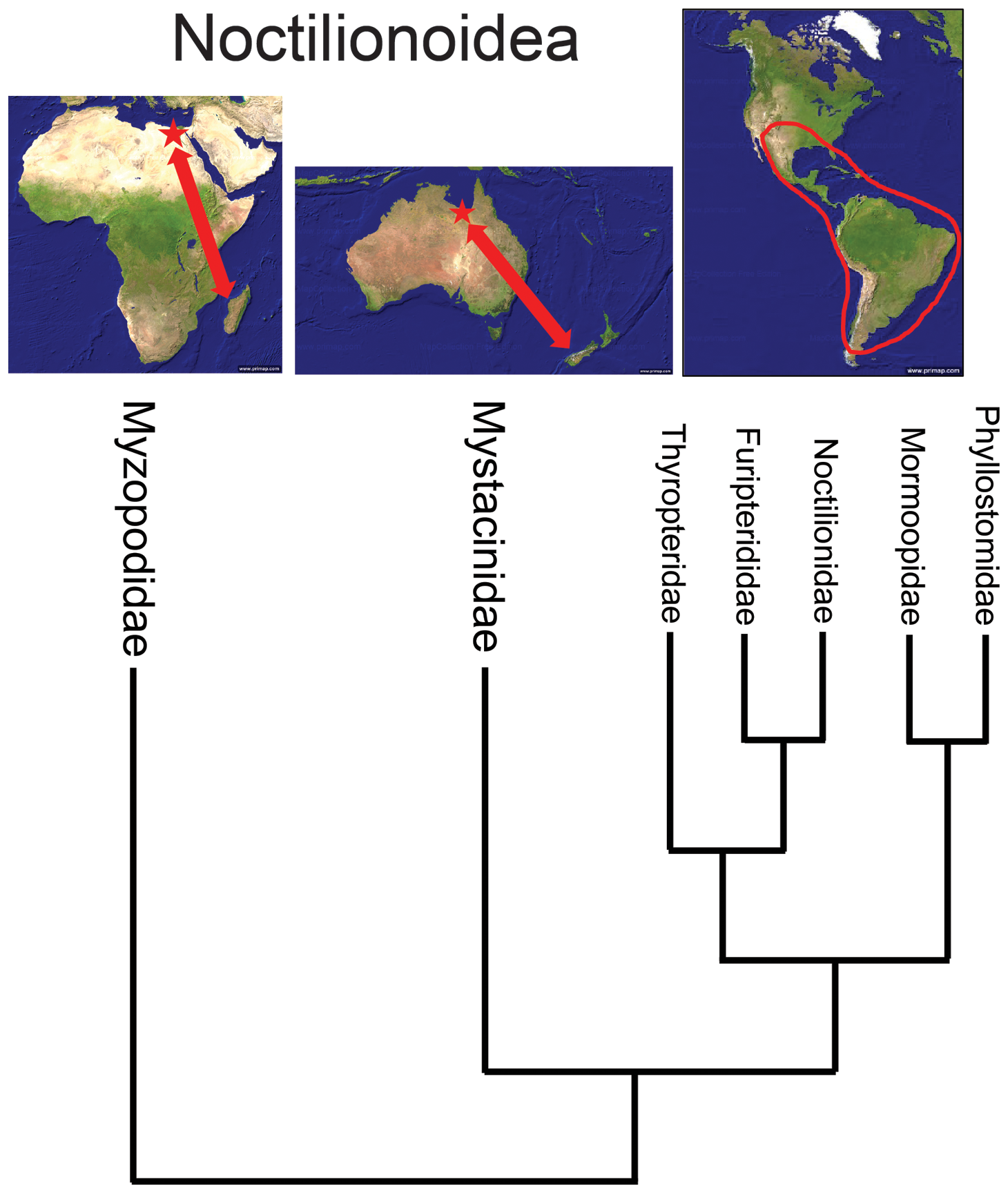
Relação entre biogeografia e filogenia da superfamília de morcegos Noctilionoidea inferida através de dados de sequência de DNA mostrando a posição basal da família malgaxe Myzopodidae. Localidades apenas com membros fósseis são indicadas pelas estrelas vermelhas.

Considerando que as divergências filogenéticas mais antigas em um clado amplamento disperso possivelmente ocorreram em sua região de origem, identificação do(s) clado(s) mais basais em tais grupos pode fornecer dados valiosos sobre sua história biogeográfica. Por exemplo:
- Aranhas do gênero Amaurobioides estão presentes na África do Sul, Austrália, Nova Zelândia e Chile.[7][8] O clado mais basal é sul-africano; evidências baseadas em sequências de DNA indicam que depois que seus ancestrais sulamericanos chegaram à África do Sul, eles dispersaram para leste de volta para a América do Sul em um intervalo de cerca de oito milhões de anos.[8]
- Lagartos iguanídeos (sensu lato) estão distribuídos pelas Américas, em Madagascar, e em Fiji e Tonga no sudoeste do Pacífico. As formas malgaxes são basais, com uma data de divergência das outras estimada de cerca de 162 milhões de anos, não muito antes de Madagascar se separar da África.[9] Isso sugere que iguanídeos já tiveram uma ampla distribuição gondwânica; após os representantes malgaxes e do Novo Mundo serem isolados por vicariância, os iguanídeos gondwânicos restantes foram extintos por competição com grupos de lagartos do Velho Mundo. Em contraste, iguanídeos do oeste do Pacífico se encontram dentro do grupo de iguanídeos americanos,[10] aparentemente tendo colonizado as ilhas isoladas onde ocorrem após uma notável dispersão oceânica de dez mil quilômetros.[11][12]
- Existem 16 espécies de cobras-corais e mais de 65 espécies nas Américas. No entanto, nenhum dos clados americanos são basais, o que sugere que o ancestral do grupo era do Velho Mundo.[13]
- Existem aproximadamente 238 espécies de marsupiais australidélfios na Australásia e uma espécie na América do Sul (o colocolo). O fato de o colocolo ocupar uma posição basal (espécie, gênero, família e ordem mais basal) na super-ordem é uma evidência importante de que sua origem foi na América do Sul.[14]
- Apesar da superfampilia de morcegos Noctilionoidea ter mais de 200 espécies no neotrópico, duas na Nova Zelândia e duas em Madagascar, a posição basal do gênero e família malgaxe[15] sugere, juntamente com o registro fóssil, que a superfamília se originou na África.[16]